# Малекон
Малеко́н (исп. Malecón — «волнорез, мол, набережная»), официальное название Авенида де Масео (исп. Avenida de Maceo), представляет собой широкую эспланаду, проезжую часть и дамбу, которая простирается на 8 км вдоль побережья Гаваны, столицы Кубы, от устья Гаванской гавани в Старой Гаване, вдоль северной стороны района Центральной Гаваны, заканчивая в районе Ведадо. С началом экономических реформ на Кубе на Малеконе расцвёл частный бизнес.

## История

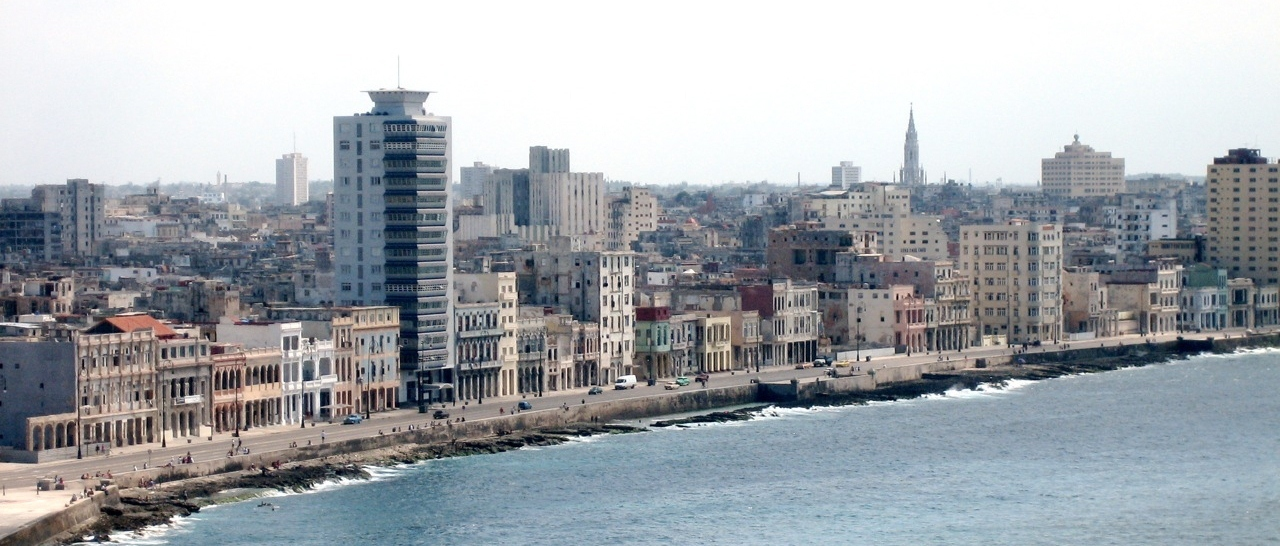
Малекон

Строительство Малекона началось в 1901 году, во время временного военного правления США. Основной целью создания Малекона была защита Гаваны от моря и так называемых американских Nortes.
Чтобы отметить появление первого 500-метрового участка Малекона, американское правительство построило кольцевую развязку на пересечении с Пасео-дель-Прадо, которая, по словам архитекторов того периода, была первой, построенной на Кубе из железобетона. Перед кольцевой развязкой, где каждое воскресенье оркестры играли кубинские мелодии, был построен отель Мирамар, который был очень модным в течение первых 15 лет независимости и который был первым, где официанты носили смокинги и жилеты с золотыми пуговицами.
Последующие кубинские правительства продолжали удлинять Малекон. В 1923 году он достиг устья реки Альмендарес между улицами К и Л в Ведадо, где было построено посольство США, спортивный парк Хосе Марти и далее отель Росита де Орнедо (нынешняя Сьерра-Маэстра).
В 1957 и 1958 годах проезжая часть Малекона служила местом проведения Гран-при Кубы.

## Ныне
Малекон по-прежнему популярен среди кубинцев, особенно среди тех, кто ограничен в средствах на развлечения.
Кроме того, Малекон служит местом получения дохода бедняками, которые рыбачат здесь. Он также является одним из центров женской и мужской проституции на Кубе.
Несмотря на то, что дома, расположенные вдоль Малекона, находятся преимущественно в плачевном состоянии, набережная остается одним из самых впечатляющих и популярных мест в Гаване.